# Ilduara Mendes
Ilduara Mendes, död 1058, var grevinna av Portugal 1015-1028, och Portugals regent förmyndare för sin minderåriga son Mendo Nunes från 1028. 
Hon var dotter till greve Menendo González av Portugal (d. 1008) och Tutadomna Moniz. Hon gifte sig med Nuno Alvites. När Alvito Nunes avled 1015 blev hon och hennes make greve och grevinna av Portugal. 
När hennes make avled 1028 blev Ilduara regent i grevskapet Portugal som förmyndare för sin minderåriga son Mendo Nunes. Det är inte känt hur länge hennes regentskap varade, men hennes son föddes mellan 1020 och 1028 och bör alltså ha blivit myndig tidigast omkring 1040 och senast omkring 1048. 